# XVI Recenseamento Geral da População de Portugal
O XVI Recenseamento Geral da População de Portugal ou Censos 2021 é o recenseamento geral realizado em Portugal em 2021.
A informação recolhida permite a obtenção de indicadores de população residente, agregados e núcleos familiares, edifícios e alojamentos. Permite ainda discriminar a população por sexo, grupo etário, estado civil, grupo socioeconómico, níveis de escolaridade, nacionalidade, e condição perante o trabalho, as famílias por tipo de agregado e os edifícios por tipo.
Os resultados provisórios foram divulgados em 16 de abril de 2024 e os resultados definitivos em 23 de dezembro de 2024.

## Resultados
Nos resultados definitivos agregados do XVI recensamento geral da população de Portugal, a população residente em 2021 era assim repartida por NUTS II:
| NUTS II                      | População residente (2021) | De 0 a 14 anos (2021) | De 15 a 24 anos (2021) | De 25 a 64 anos (2021) | De 65 ou mais anos (2021) |
| ---------------------------- | -------------------------- | --------------------- | ---------------------- | ---------------------- | ------------------------- |
| Alentejo                     | 704 533                    | 87 139                | 68 763                 | 358 168                | 190 463                   |
| Algarve                      | 467 343                    | 62 781                | 45 829                 | 247 784                | 110 949                   |
| Área Metropolitana de Lisboa | 2 870 208                  | 411 213               | 310 578                | 1 527 795              | 620 622                   |
| Centro                       | 2 227 239                  | 263 399               | 220 555                | 1 141 105              | 602 180                   |
| Norte                        | 3 586 586                  | 440 165               | 385 934                | 1 950 231              | 810 256                   |
| Região Autónoma dos Açores   | 236 413                    | 34 553                | 28 239                 | 134 512                | 39 109                    |
| Região Autónoma da Madeira   | 250 744                    | 31 938                | 28 189                 | 140 557                | 50 060                    |
| Total do continente e ilhas  | 10 343 066                 | 1 331 188             | 1 088 087              | 5 500 152              | 2 423 639                 |